# 5e division de montagne (Allemagne)
Pour les articles homonymes, voir 5e division.
La  5e Division de montagne (en allemand : 5. Gebirgs-Division) est une des divisions d'infanterie de montagne de l'armée allemande (Wehrmacht) durant la Seconde Guerre mondiale.

## Création et différentes dénominations
La 5. Gebirgs-Division est formée en octobre 1940 dans la région du Tirol en Autriche à partir du 100. Gebirgs-Regiment de la 1. Gebirgs-Division, du Infanterie-Regiment 85 de la 10. Infanterie Division et de quelques petits éléments des 2 unités.
Elle voit l'action durant l'invasion de la Grèce en avril 1941 attaquant et traversant les constructions défensives de la  ligne Metaxas (nom donné d'après le Premier ministre Ioannis Metaxas) à partir de leurs positions en Bulgarie.
Après la chute d'Athènes, la division y reste en tant que force occupante jusqu'à l'invasion de la Crète.
Après que les hommes du Gebirgs-Pionier-Abteilung 95 ont été pris en embuscade par des civils armés pendant les combats sur les parties ouest de la Crète, une ordonnance est rendue par la division en disant que pour chaque soldat allemand tué par des civils, 10 civils seraient tués. On ne sait pas si de telles représailles ont été effectuées.
La division perd un total de 20 officiers et 305 autres gradés tués et 18 officiers et 488 autres rangs manquants lors de l'invasion.
L'hiver a été consacré à la formation et entraînement en Allemagne et en mars, elle est envoyée sur le front de l'Est au sud-ouest de Léningrad, où elle combat l'offensive de l'Armée rouge jusqu'en novembre 1943, en prenant part, entre autres, à la destruction de l'encerclement du Front de Volkhov où elle subit de lourdes pertes au cours d'actions de rebouchages défensives contre les assauts soviétiques.
Elle est envoyée en Italie sur la Ligne Gustav, en automne 1943 où elle prend part à des combats près du célèbre Monte Cassino et de la ligne Gustav. La division prend part aux combats pendant la retraite au nord à travers l'Italie, non seulement pour combattre les forces alliées, mais aussi contre des partisans avant de se rendre à la 5e armée américaine au nord de Turin à la fin de la guerre.

## Organisation

### Commandants
| Date                                | Grade                      | Commandant    |
| ----------------------------------- | -------------------------- | ------------- |
| 1er novembre 1940 - 10 février 1944 | General der Gebirgstruppen | Julius Ringel |
| 10 février 1944 - 18 janvier 1945   | Generalleutnant            | Max Schrank   |
| 18 janvier 1945 - 8 mai 1945        | Generalmajor               | Hans Steets   |

### Officiers d'opérations (Ia)
| Date                              | Grade          | Commandant      |
| --------------------------------- | -------------- | --------------- |
| 25 octobre 1940 - 20 août 1943    | Oberstleutnant | Wilhelm Haidlen |
| 20 août 1943 - 25 février 1944    | Oberstleutnant | Walter Koenig   |
| 25 février 1944 - 10 janvier 1945 | Oberstleutnant | Erhard Pröhl    |
| 10 janvier 1945 - Mai 1945        | Major          | Franz Zintl     |

## Théâtres d'opérations
- 1941 : 
  - Bataille de Grèce
  - Bataille de Crète
  - Siège de Léningrad
- 1942
  - Siège de Léningrad
    - Offensive de Siniavine
    - Opération Iskra
- 1944 : 
  - Bataille du mont Cassin

## Ordre de bataille
- Gebirgsjäger-Regiment 85
- Gebirgsjäger-Regiment 100
- Gebirgs-Artillerie-Regiment 95
- Gebirgs-Panzerjäger-Abteilung 95
- Gebirgs-Aufklärungs-Abteilung 95
- Gebirgs-Pionier-Bataillon 95
- Gebirgs-Nachrichten-Abteilung 95
- Gebirgs-Sanitäts-Abteilung 95
- Gebirgs-Feldersatz-Bataillon 95
- Gebirgs-Nachschubtruppen 95